# 25652 Maddieball
25652 Maddieball è un asteroide della fascia principale. Scoperto nel 2000, presenta un'orbita caratterizzata da un semiasse maggiore pari a 3,1226075 UA e da un'eccentricità di 0,1226381, inclinata di 0,64472° rispetto all'eclittica.